# Liste der Mitglieder des US-Repräsentantenhauses aus Iowa

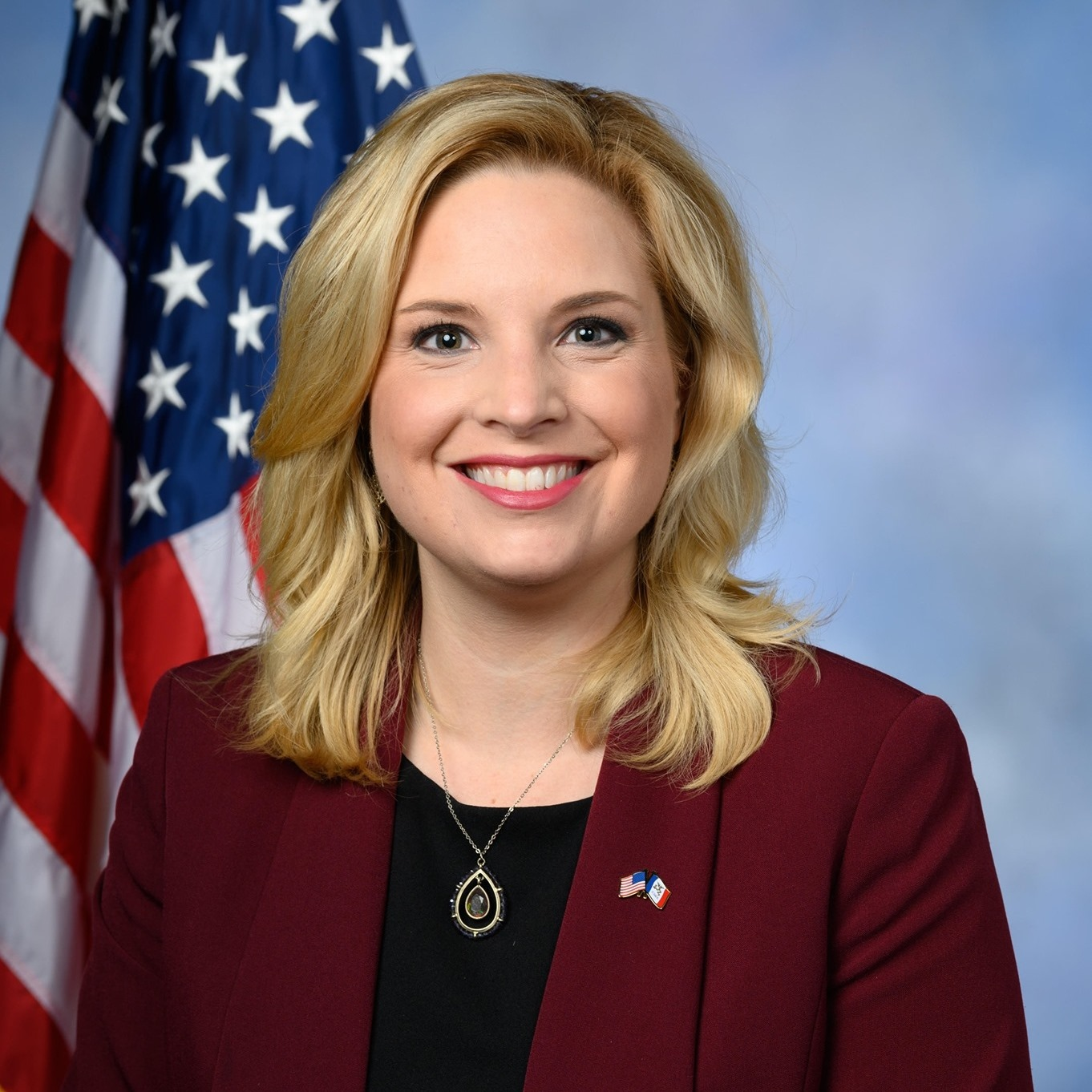
Ashley Hinson, derzeitige Vertreterin des ersten Kongresswahlbezirks von Iowa

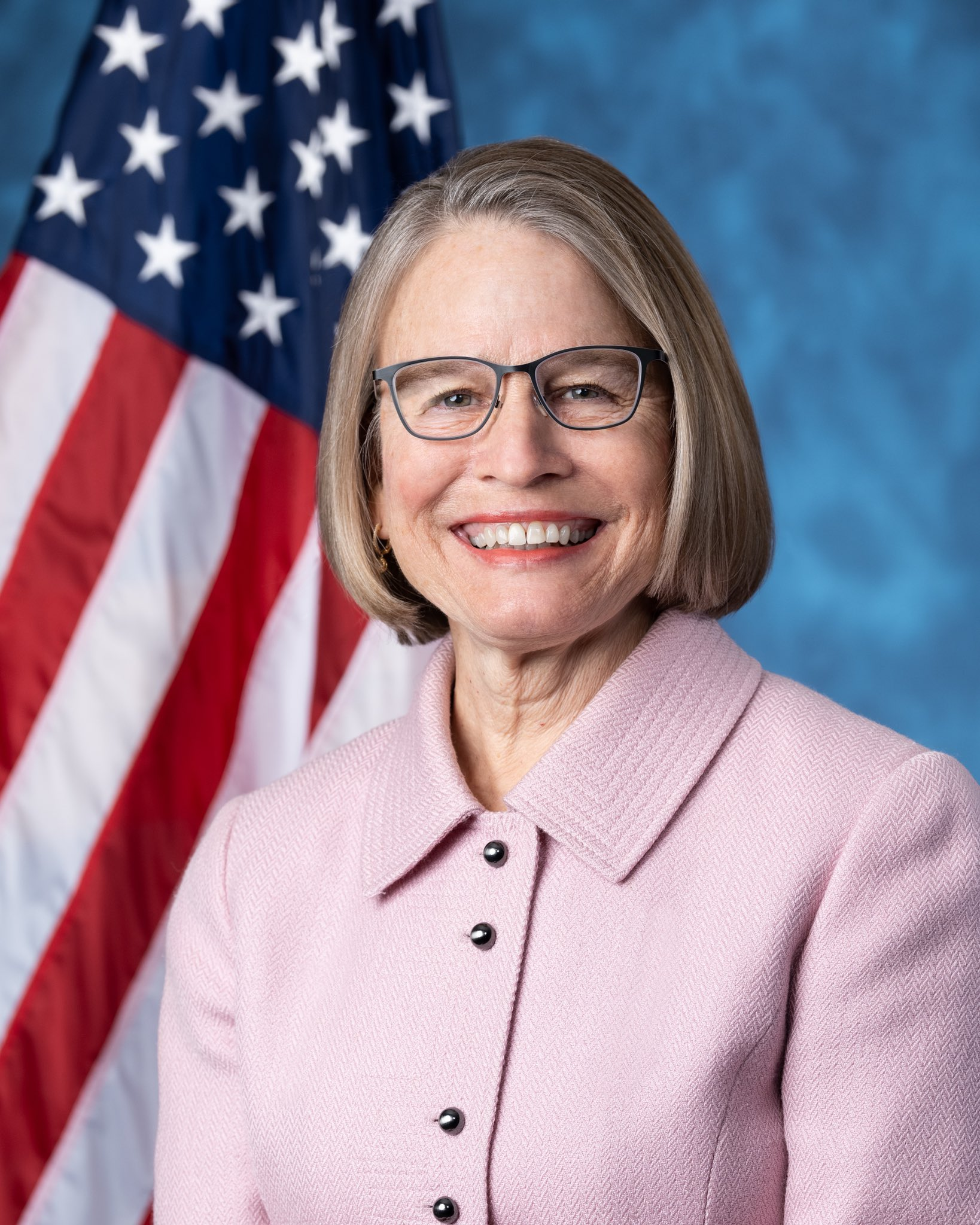
Mariannette Miller-Meeks, derzeitige Vertreterin des zweiten Kongresswahlbezirks von Iowa

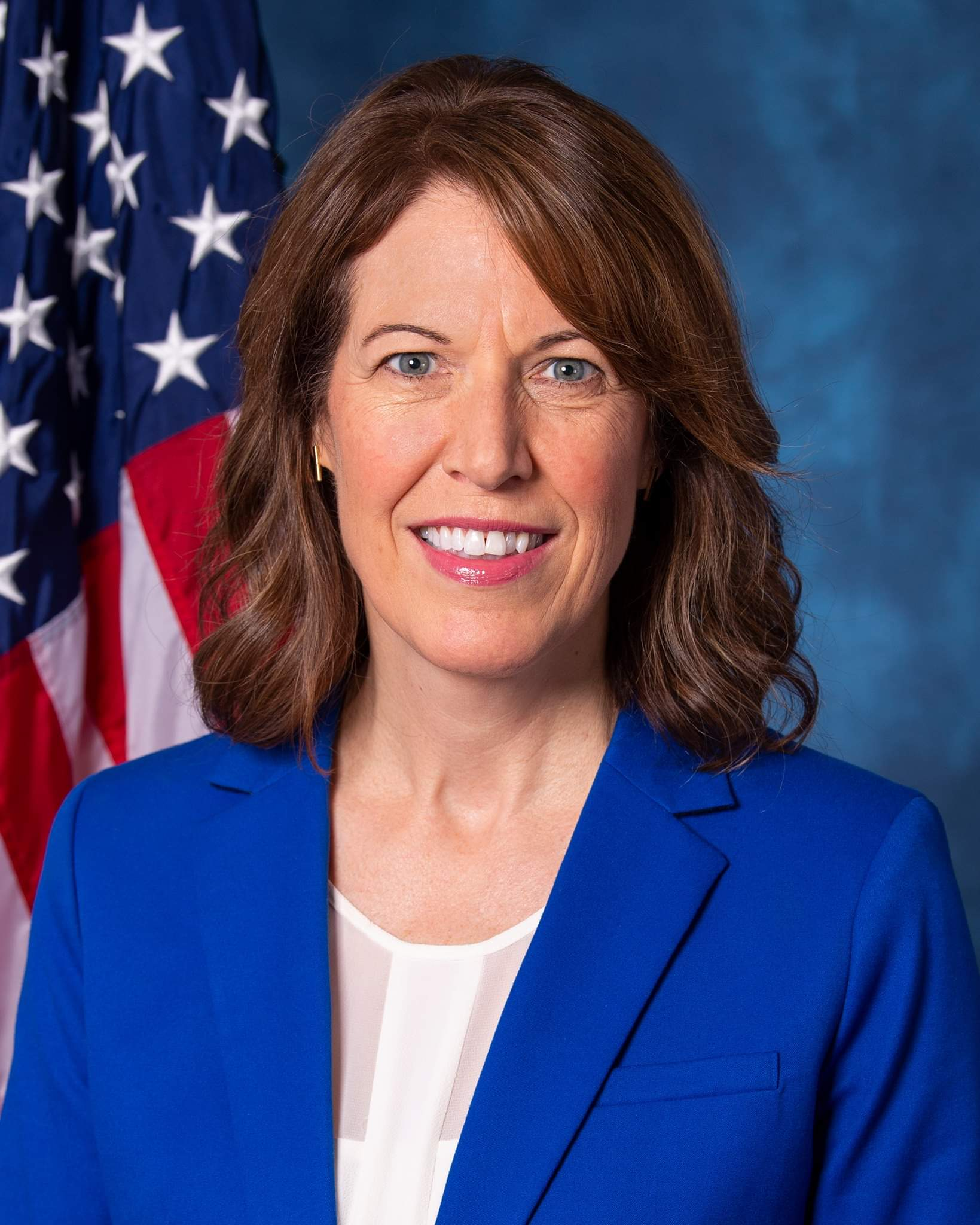
Cindy Axne, derzeitige Vertreterin des dritten Kongresswahlbezirks von Iowa

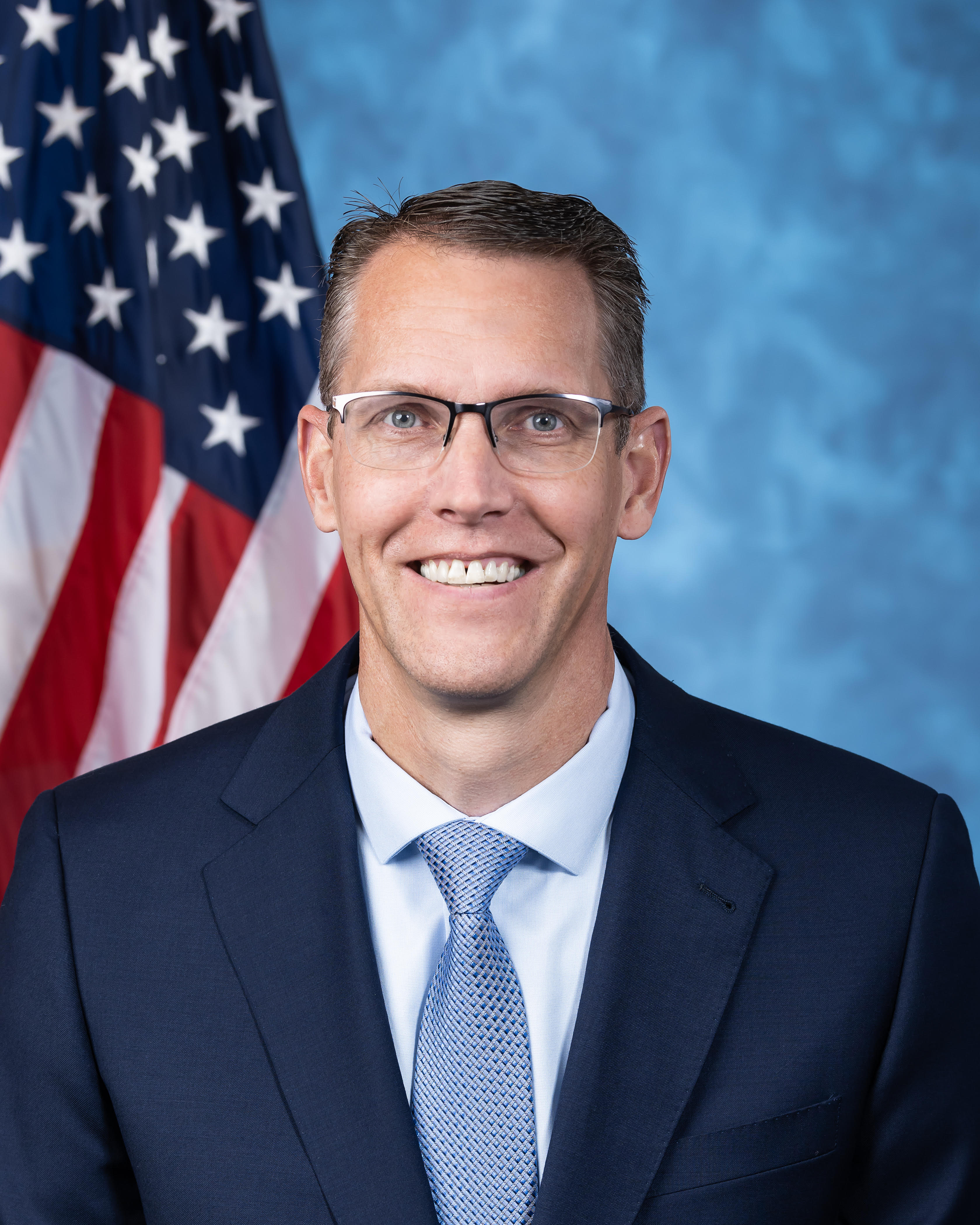
Randy Feenstra, derzeitiger Vertreter des vierten Kongresswahlbezirks von Iowa

Diese Liste führt alle Politiker auf, die seit 1838 für das Iowa-Territorium und später für den Bundesstaat Iowa dem Repräsentantenhaus der Vereinigten Staaten angehört haben. Nach dem Beitritt zur Union im Jahr 1846 stellte der neue Staat zunächst zwei Abgeordnete, bis 1933 stieg die Zahl auf elf an. Von 1993 bis 2013 entsandte der Staat fünf Abgeordnete nach Washington; seit dem Jahr 2013 sind es nur noch vier. Bis auf die erste Wahl 1846, die staatsweit („at large“) durchgeführt wurde, erfolgte jeweils eine Aufteilung in Wahlbezirke.

## Delegierte des Iowa-Territoriums (1838–1846)
| Name                     | Amtszeit                              | Partei   |
| ------------------------ | ------------------------------------- | -------- |
| William Williams Chapman | 10. September 1838 – 27. Oktober 1840 | Demokrat |
| Augustus Caesar Dodge    | 28. Oktober 1840 – 28. Dezember 1846  | Demokrat |

## 1. Sitz (seit 1846)
| Name                        | Amtszeit                         | Partei       |
| --------------------------- | -------------------------------- | ------------ |
| Serranus Clinton Hastings   | 29. Dezember 1846 – 3. März 1847 | Demokrat     |
| William Thompson            | 4. März 1847 – 29. Juni 1850     | Demokrat     |
| Daniel Fry Miller           | 20. Dezember 1850 – 3. März 1851 | Whig         |
| Bernhart Henn               | 4. März 1851 – 3. März 1855      | Demokrat     |
| Augustus Hall               | 4. März 1855 – 3. März 1857      | Demokrat     |
| Samuel Ryan Curtis          | 4. März 1857 – 4. August 1861    | Republikaner |
| James Falconer Wilson       | 8. Oktober 1861 – 3. März 1869   | Republikaner |
| George Washington McCrary   | 4. März 1869 – 3. März 1877      | Republikaner |
| Joseph Champlin Stone       | 4. März 1877 – 3. März 1879      | Republikaner |
| Moses Ayers McCoid          | 4. März 1879 – 3. März 1885      | Republikaner |
| Benton Jay Hall             | 4. März 1885 – 3. März 1887      | Demokrat     |
| John Henry Gear             | 4. März 1887 – 3. März 1891      | Republikaner |
| John Joseph Seerley         | 4. März 1891 – 3. März 1893      | Demokrat     |
| John Henry Gear             | 4. März 1893 – 3. März 1895      | Republikaner |
| Samuel Mercer Clark         | 4. März 1895 – 3. März 1899      | Republikaner |
| Thomas Hedge                | 4. März 1899 – 3. März 1907      | Republikaner |
| Charles Augustus Kennedy    | 4. März 1907 – 3. März 1921      | Republikaner |
| William Frederick Kopp      | 4. März 1921 – 3. März 1933      | Republikaner |
| Edward Clayton Eicher       | 4. März 1933 – 2. Dezember 1938  | Demokrat     |
| Thomas Ellsworth Martin     | 3. Januar 1939 – 3. Januar 1955  | Republikaner |
| Frederick Delbert Schwengel | 3. Januar 1955 – 3. Januar 1965  | Republikaner |
| John Richard Schmidhauser   | 3. Januar 1965 – 3. Januar 1967  | Demokrat     |
| Frederick Delbert Schwengel | 3. Januar 1967 – 3. Januar 1973  | Republikaner |
| Edward Mezvinsky            | 3. Januar 1973 – 3. Januar 1977  | Demokrat     |
| James Albert Smith Leach    | 3. Januar 1977 – 3. Januar 2003  | Republikaner |
| James Allen Nussle          | 3. Januar 2003 – 3. Januar 2007  | Republikaner |
| Bruce Braley                | 3. Januar 2007 – 3. Januar 2015  | Demokrat     |
| Rodney Leland Blum          | 3. Januar 2015 – 3. Januar 2019  | Republikaner |
| Abby Lea Finkenauer         | 3. Januar 2019 – 3. Januar 2021  | Demokrat     |
| Ashley Hinson Arenholz      | 3. Januar 2021 –                 | Republikaner |

## 2. Sitz (seit 1846)
| Name                          | Amtszeit                          | Partei       |
| ----------------------------- | --------------------------------- | ------------ |
| Shepherd Leffler              | 29. Dezember 1846 – 3. März 1851  | Demokrat     |
| Lincoln Clark                 | 4. März 1851 – 3. März 1853       | Demokrat     |
| John Parsons Cook             | 4. März 1853 – 3. März 1855       | Whig         |
| James Thorington              | 4. März 1855 – 3. März 1857       | Whig         |
| Timothy Davis                 | 4. März 1857 – 3. März 1859       | Republikaner |
| William Vandever              | 4. März 1859 – 24. September 1861 | Republikaner |
| Hiram Price                   | 4. März 1863 – 3. März 1869       | Republikaner |
| William Smyth                 | 4. März 1869 – 30. September 1870 | Republikaner |
| William Penn Wolf             | 6. Dezember 1870 – 3. März 1871   | Republikaner |
| Aylett Rains Cotton           | 4. März 1871 – 3. März 1875       | Republikaner |
| John Quincy Tufts             | 4. März 1875 – 3. März 1877       | Republikaner |
| Hiram Price                   | 4. März 1877 – 3. März 1881       | Republikaner |
| Sewall Spaulding Farwell      | 4. März 1881 – 3. März 1883       | Republikaner |
| Jeremiah Henry Murphy         | 4. März 1883 – 3. März 1887       | Demokrat     |
| Walter Ingalls Hayes          | 4. März 1887 – 3. März 1895       | Demokrat     |
| George Martin Curtis          | 4. März 1895 – 3. März 1899       | Republikaner |
| Joseph Reed Lane              | 4. März 1899 – 3. März 1901       | Republikaner |
| John Nicholas William Rumple  | 4. März 1901 – 31. Januar 1903    | Republikaner |
| Martin Joseph Wade            | 4. März 1903 – 3. März 1905       | Demokrat     |
| Albert Foster Dawson          | 4. März 1905 – 3. März 1911       | Republikaner |
| Irvin St. Clair Pepper        | 4. März 1911 – 22. Dezember 1913  | Demokrat     |
| Henry Vollmer                 | 10. Februar 1914 – 3. März 1915   | Demokrat     |
| Harry Edward Hull             | 4. März 1915 – 3. März 1925       | Republikaner |
| Fred Dickinson Letts          | 4. März 1925 – 3. März 1931       | Republikaner |
| Bernhard Martin Jacobsen      | 4. März 1931 – 30. Juni 1936      | Demokrat     |
| William Sebastian Jacobsen    | 3. Januar 1937 – 3. Januar 1943   | Demokrat     |
| Henry Oscar Talle             | 3. Januar 1943 – 3. März 1959     | Republikaner |
| Leonard George Wolf           | 3. Januar 1959 – 3. Januar 1961   | Demokrat     |
| James Edward Bromwell         | 3. Januar 1961 – 3. Januar 1965   | Republikaner |
| John Chester Culver           | 3. Januar 1965 – 3. Januar 1975   | Demokrat     |
| Michael Thomas Blouin         | 3. Januar 1975 – 3. Januar 1979   | Demokrat     |
| Thomas Joseph Tauke           | 3. Januar 1979 – 3. Januar 1991   | Republikaner |
| James Allen Nussle            | 3. Januar 1991 – 3. Januar 2003   | Republikaner |
| James Albert Smith Leach      | 3. Januar 2003 – 3. Januar 2007   | Republikaner |
| David Wayne Loebsack          | 3. Januar 2007 – 3. Januar 2021   | Demokrat     |
| Mariannette Jane Miller-Meeks | 3. Januar 2021 –                  | Republikaner |

## 3. Sitz (seit 1863)
| Name                        | Amtszeit                        | Partei       |
| --------------------------- | ------------------------------- | ------------ |
| William Boyd Allison        | 4. März 1863 – 3. März 1871     | Republikaner |
| William G. Donnan           | 4. März 1871 – 3. März 1875     | Republikaner |
| Lucien Lester Ainsworth     | 4. März 1875 – 3. März 1877     | Demokrat     |
| Theodore Weld Burdick       | 4. März 1877 – 3. März 1879     | Republikaner |
| Thomas Updegraff            | 4. März 1879 – 3. März 1883     | Republikaner |
| David Bremner Henderson     | 4. März 1883 – 3. März 1903     | Republikaner |
| Benjamin Pixley Birdsall    | 4. März 1903 – 3. März 1909     | Republikaner |
| Charles Edgar Pickett       | 4. März 1909 – 3. März 1913     | Republikaner |
| Maurice Connolly            | 4. März 1913 – 3. März 1915     | Demokrat     |
| Burton Erwin Sweet          | 4. März 1915 – 3. März 1923     | Republikaner |
| Thomas John Bright Robinson | 4. März 1923 – 3. März 1933     | Republikaner |
| Albert Clinton Willford     | 4. März 1933 – 3. Januar 1935   | Demokrat     |
| John Williams Gwynne        | 3. Januar 1935 – 3. Januar 1949 | Republikaner |
| Harold Royce Gross          | 3. Januar 1949 – 3. Januar 1975 | Republikaner |
| Charles Ernest Grassley     | 3. Januar 1975 – 3. Januar 1981 | Republikaner |
| Thomas Cooper Evans         | 3. Januar 1981 – 3. Januar 1987 | Republikaner |
| David Ray Nagle             | 3. Januar 1987 – 3. Januar 1993 | Demokrat     |
| James Ross Lightfoot        | 3. Januar 1993 – 3. Januar 1997 | Republikaner |
| Leonard L. Boswell          | 3. Januar 1997 – 3. Januar 2013 | Demokrat     |
| Thomas Latham               | 3. Januar 2013 – 3. Januar 2015 | Republikaner |
| David Young                 | 3. Januar 2015 – 3. Januar 2019 | Republikaner |
| Cynthia Lynne Axne          | 3. Januar 2019 –                | Demokrat     |

## 4. Sitz (seit 1863)
| Name                       | Amtszeit                             | Partei          |
| -------------------------- | ------------------------------------ | --------------- |
| Josiah Bushnell Grinnell   | 4. März 1863 – 3. März 1867          | Republikaner    |
| William Loughridge         | 4. März 1867 – 3. März 1871          | Republikaner    |
| Madison Miner Walden       | 4. März 1871 – 3. März 1873          | Republikaner    |
| Henry Otis Pratt           | 4. März 1873 – 3. März 1877          | Republikaner    |
| Nathaniel Cobb Deering     | 4. März 1877 – 3. März 1883          | Republikaner    |
| Luman Hamlin Weller        | 4. März 1883 – 3. März 1885          | Greenback Party |
| William Elijah Fuller      | 4. März 1885 – 3. März 1889          | Republikaner    |
| Joseph Henry Sweney        | 4. März 1889 – 3. März 1891          | Republikaner    |
| Walter Halben Butler       | 4. März 1891 – 3. März 1893          | Demokrat        |
| Thomas Updegraff           | 4. März 1893 – 3. März 1899          | Republikaner    |
| Gilbert Nelson Haugen      | 4. März 1899 – 3. März 1933          | Republikaner    |
| Frederick Elliott Biermann | 4. März 1933 – 3. Januar 1939        | Demokrat        |
| Henry Oscar Talle          | 3. Januar 1939 – 3. Januar 1943      | Republikaner    |
| Karl Miles Le Compte       | 3. Januar 1943 – 3. Januar 1959      | Republikaner    |
| Steven V. Carter           | 3. Januar 1959 – 4. November 1959    | Demokrat        |
| vakant                     | 4. November 1959 – 15. Dezember 1959 |                 |
| John Henry Kyl             | 15. Dezember 1959 – 3. Januar 1965   | Republikaner    |
| Bert Andrew Bandstra       | 3. Januar 1965 – 3. Januar 1967      | Demokrat        |
| John Henry Kyl             | 3. Januar 1967 – 3. Januar 1973      | Republikaner    |
| Neal Edward Smith          | 3. Januar 1973 – 3. Januar 1995      | Demokrat        |
| John Greg Ganske           | 3. Januar 1995 – 3. Januar 2003      | Republikaner    |
| Thomas Latham              | 3. Januar 2003 – 3. Januar 2013      | Republikaner    |
| Steven Arnold King         | 3. Januar 2013 – 3. Januar 2021      | Republikaner    |
| Randall Lee Feenstra       | seit 3. Januar 2021                  | Republikaner    |

## 5. Sitz (1863–2013)
| Name                     | Amtszeit                        | Partei       |
| ------------------------ | ------------------------------- | ------------ |
| John Adam Kasson         | 4. März 1863 – 3. März 1867     | Republikaner |
| Grenville Mellen Dodge   | 4. März 1867 – 3. März 1869     | Republikaner |
| Francis Wayland Palmer   | 4. März 1869 – 3. März 1873     | Republikaner |
| James Wilson             | 4. März 1873 – 3. März 1877     | Republikaner |
| Rush Clark               | 4. März 1877 – 29. April 1879   | Republikaner |
| William George Thompson  | 1. Dezember 1879 – 3. März 1883 | Republikaner |
| James Wilson             | 4. März 1883 – 3. März 1885     | Republikaner |
| Benjamin Todd Frederick  | 3. März 1885 – 3. März 1887     | Demokrat     |
| Daniel Kerr              | 4. März 1887 – 3. März 1891     | Republikaner |
| John Taylor Hamilton     | 3. März 1891 – 3. März 1893     | Demokrat     |
| Robert Gordon Cousins    | 4. März 1893 – 3. März 1909     | Republikaner |
| James William Good       | 4. März 1909 – 15. Juni 1921    | Republikaner |
| Cyrenus Cole             | 1. August 1921 – 3. März 1933   | Republikaner |
| Lloyd Thurston           | 4. März 1933 – 3. Januar 1939   | Republikaner |
| Karl Miles Le Compte     | 3. Januar 1939 – 3. Januar 1943 | Republikaner |
| Paul Harvey Cunningham   | 3. Januar 1943 – 3. Januar 1959 | Republikaner |
| Neal Edward Smith        | 3. Januar 1959 – 3. Januar 1973 | Demokrat     |
| William Joseph Scherle   | 3. Januar 1973 – 3. Januar 1975 | Republikaner |
| Thomas Richard Harkin    | 3. Januar 1975 – 3. Januar 1985 | Demokrat     |
| James Ross Lightfoot     | 3. Januar 1985 – 3. Januar 1993 | Republikaner |
| Fredrick Lawrence Grandy | 3. Januar 1993 – 3. Januar 1995 | Republikaner |
| Thomas Latham            | 3. Januar 1995 – 3. Januar 2003 | Republikaner |
| Steven Arnold King       | 3. Januar 2003 – 3. Januar 2013 | Republikaner |

## 6. Sitz (1863–1993)
| Name                       | Amtszeit                         | Partei          |
| -------------------------- | -------------------------------- | --------------- |
| Asahel Wheeler Hubbard     | 4. März 1863 – 3. März 1869      | Republikaner    |
| Charles Pomeroy            | 4. März 1869 – 3. März 1871      | Republikaner    |
| Jackson Orr                | 4. März 1871 – 3. März 1873      | Republikaner    |
| William Loughridge         | 4. März 1873 – 3. März 1875      | Republikaner    |
| Ezekiel Silas Sampson      | 4. März 1875 – 3. März 1879      | Republikaner    |
| James Baird Weaver         | 4. März 1879 – 3. März 1881      | Greenback Party |
| Marsena Edgar Cutts        | 4. März 1881 – 3. März 1883      | Republikaner    |
| John Calhoun Cook          | 3. März 1883                     | Demokrat        |
| Marsena Edgar Cutts        | 4. März 1883 – 1. September 1883 | Republikaner    |
| John Calhoun Cook          | 9. Oktober 1883 – 3. März 1885   | Demokrat        |
| James Baird Weaver         | 4. März 1885 – 3. März 1889      | Greenback Party |
| John Fletcher Lacey        | 4. März 1889 – 3. März 1891      | Republikaner    |
| Frederick Edward White     | 3. März 1891 – 3. März 1893      | Demokrat        |
| John Fletcher Lacey        | 4. März 1893 – 3. März 1907      | Republikaner    |
| Daniel Webster Hamilton    | 3. März 1907 – 3. März 1909      | Demokrat        |
| Nathan Edward Kendall      | 4. März 1909 – 3. März 1913      | Republikaner    |
| Sanford Kirkpatrick        | 4. März 1913 – 3. März 1915      | Demokrat        |
| Christian William Ramseyer | 4. März 1915 – 3. März 1933      | Republikaner    |
| Cassius Clay Dowell        | 4. März 1933 – 3. Januar 1935    | Republikaner    |
| Hubert Utterback           | 3. Januar 1935 – 3. Januar 1937  | Demokrat        |
| Cassius Clay Dowell        | 3. Januar 1937 – 4. Februar 1940 | Republikaner    |
| Robert Kingman Goodwin     | 5. März 1940 – 3. Januar 1941    | Republikaner    |
| Paul Harvey Cunningham     | 3. Januar 1941 – 3. Januar 1943  | Republikaner    |
| Fred Cramer Gilchrist      | 3. Januar 1943 – 3. Januar 1945  | Republikaner    |
| James Isaac Dolliver       | 3. Januar 1945 – 3. Januar 1957  | Republikaner    |
| Merwin Coad                | 3. Januar 1957 – 3. Januar 1963  | Demokrat        |
| Charles Bernard Hoeven     | 3. Januar 1963 – 3. Januar 1965  | Republikaner    |
| Stanley Lloyd Greigg       | 3. Januar 1965 – 3. Januar 1967  | Demokrat        |
| Wiley Mayne                | 3. Januar 1967 – 3. Januar 1975  | Republikaner    |
| Berkley Warren Bedell      | 3. Januar 1975 – 3. Januar 1987  | Demokrat        |
| Fredrick Lawrence Grandy   | 3. Januar 1987 – 3. Januar 1993  | Republikaner    |

## 7. Sitz (1873–1973)
| Name                            | Amtszeit                        | Partei          |
| ------------------------------- | ------------------------------- | --------------- |
| John Adam Kasson                | 4. März 1873 – 3. März 1877     | Republikaner    |
| Henry Johnson Brodhead Cummings | 4. März 1877 – 3. März 1879     | Republikaner    |
| Edward Hooker Gillette          | 4. März 1879 – 3. März 1881     | Greenback Party |
| John Adam Kasson                | 4. März 1881 – 13. Juli 1884    | Republikaner    |
| Hiram Ypsilanti Smith           | 2. Dezember 1884 – 3. März 1885 | Republikaner    |
| Edwin Hurd Conger               | 4. März 1885 – 3. Oktober 1890  | Republikaner    |
| Edward Retilla Hays             | 4. November 1890 – 3. März 1891 | Republikaner    |
| John Albert Tiffin Hull         | 4. März 1891 – 3. März 1911     | Republikaner    |
| Solomon Francis Prouty          | 4. März 1911 – 3. März 1915     | Republikaner    |
| Cassius Clay Dowell             | 4. März 1915 – 3. März 1933     | Republikaner    |
| Otha Donner Wearin              | 4. März 1933 – 3. Januar 1939   | Demokrat        |
| Benton Franklin Jensen          | 3. Januar 1939 – 3. Januar 1965 | Republikaner    |
| John Robert Hansen              | 3. Januar 1965 – 3. Januar 1967 | Demokrat        |
| William Joseph Scherle          | 3. Januar 1967 – 3. Januar 1973 | Republikaner    |

## 8. Sitz (1873–1963)
| Name                    | Amtszeit                        | Partei       |
| ----------------------- | ------------------------------- | ------------ |
| James Wilson McDill     | 4. März 1873 – 3. März 1877     | Republikaner |
| William Fletcher Sapp   | 4. März 1877 – 3. März 1881     | Republikaner |
| William Peters Hepburn  | 4. März 1881 – 3. März 1887     | Republikaner |
| Albert Raney Anderson   | 4. März 1887 – 3. März 1889     | Unabhängiger |
| James Patton Flick      | 4. März 1889 – 3. März 1893     | Republikaner |
| William Peters Hepburn  | 4. März 1893 – 3. März 1909     | Republikaner |
| William Darius Jamieson | 4. März 1909 – 3. März 1911     | Demokrat     |
| Horace Mann Towner      | 4. März 1911 – 1. April 1923    | Republikaner |
| Hiram Kinsman Evans     | 4. Juni 1923 – 3. März 1925     | Republikaner |
| Lloyd Thurston          | 4. März 1925 – 3. März 1933     | Republikaner |
| Fred Cramer Gilchrist   | 4. März 1933 – 3. Januar 1943   | Republikaner |
| Charles Bernard Hoeven  | 3. Januar 1943 – 3. Januar 1963 | Republikaner |

## 9. Sitz (1873–1943)
| Name                       | Amtszeit                           | Partei       |
| -------------------------- | ---------------------------------- | ------------ |
| Jackson Orr                | 4. März 1873 – 3. März 1875        | Republikaner |
| Samuel Addison Oliver      | 4. März 1875 – 3. März 1879        | Republikaner |
| Cyrus Clay Carpenter       | 4. März 1879 – 3. März 1883        | Republikaner |
| William Henry Mills Pusey  | 4. März 1883 – 3. März 1885        | Demokrat     |
| Joseph Lyman               | 4. März 1885 – 3. März 1889        | Republikaner |
| Joseph Rea Reed            | 4. März 1889 – 3. März 1891        | Republikaner |
| Thomas Bowman              | 4. März 1891 – 3. März 1893        | Demokrat     |
| Alva Lysander Hager        | 4. März 1893 – 3. März 1899        | Republikaner |
| Smith McPherson            | 4. März 1899 – 6. Juni 1900        | Republikaner |
| Walter Inglewood Smith     | 3. Dezember 1900 – 15. März 1911   | Republikaner |
| William Raymond Green      | 5. Juni 1911 – 31. März 1928       | Republikaner |
| Earl W. Vincent            | 4. Juni 1928 – 3. März 1929        | Republikaner |
| Charles Edward Swanson     | 4. März 1929 – 3. März 1933        | Republikaner |
| Guy Mark Gillette          | 4. März 1933 – 3. November 1936    | Demokrat     |
| Vincent Francis Harrington | 3. Januar 1937 – 5. September 1942 | Demokrat     |
| Harry Elsworth Narey       | 3. November 1942 – 3. Januar 1943  | Republikaner |

## 10. Sitz (1883–1933)
| Name                       | Amtszeit                        | Partei       |
| -------------------------- | ------------------------------- | ------------ |
| Adoniram Judson Holmes     | 4. März 1883 – 3. März 1889     | Republikaner |
| Jonathan Prentiss Dolliver | 4. März 1889 – 22. August 1900  | Republikaner |
| James Perry Conner         | 4. Dezember 1900 – 3. März 1909 | Republikaner |
| Frank Plowman Woods        | 4. März 1909 – 3. März 1919     | Republikaner |
| Lester Jesse Dickinson     | 4. März 1919 – 3. März 1931     | Republikaner |
| Fred Cramer Gilchrist      | 4. März 1931 – 3. März 1933     | Republikaner |

## 11. Sitz (1883–1933)
| Name                    | Amtszeit                        | Partei       |
| ----------------------- | ------------------------------- | ------------ |
| Isaac S. Struble        | 4. März 1883 – 3. März 1891     | Republikaner |
| George Douglas Perkins  | 4. März 1891 – 3. März 1899     | Republikaner |
| Lot Thomas              | 4. März 1899 – 3. März 1905     | Republikaner |
| Elbert Hamilton Hubbard | 4. März 1905 – 4. Juni 1912     | Republikaner |
| George Cromwell Scott   | 5. November 1912 – 3. März 1915 | Republikaner |
| Thomas Jefferson Steele | 4. März 1915 – 3. März 1917     | Demokrat     |
| George Cromwell Scott   | 4. März 1917 – 3. März 1919     | Republikaner |
| William Dayton Boies    | 4. März 1919 – 3. März 1929     | Republikaner |
| Ed Hoyt Campbell        | 4. März 1929 – 3. März 1933     | Republikaner |